# Пенткі-Шеліґі
Пенткі-Шеліґі (пол. Piętki-Szeligi) — село в Польщі, у гміні Клюково Високомазовецького повіту Підляського воєводства.
Населення — 74 особи (2011).
У 1975-1998 роках село належало до Ломжинського воєводства.

## Демографія
Демографічна структура станом на 31 березня 2011 року:
|          | Загалом | Допрацездатний вік | Працездатний вік | Постпрацездатний вік |
| -------- | ------- | ------------------ | ---------------- | -------------------- |
| Чоловіки | 40      | 10                 | 19               | 11                   |
| Жінки    | 34      | 9                  | 17               | 8                    |
| Разом    | 74      | 19                 | 36               | 19                   |